# Chiesa di Santo Stefano Papa e Martire (Stienta)
La chiesa di Santo Stefano Papa e Martire, citata anche come chiesa di Santo Stefano Martire o più semplicemente chiesa di Santo Stefano, è un edificio religioso sito nel centro dell'abitato di Stienta.
La chiesa, edificata alla fine del XVIII secolo in luogo delle tre precedenti qui erette, è, nella suddivisione territoriale della chiesa cattolica, collocata nel vicariato di Stienta, a sua volta parte della Diocesi di Adria-Rovigo, ed è sede parrocchiale e arcipretale.
Nel 1933 furono portati a compimento gli affreschi nell'interno della chiesa, ad opera del pittore e decoratore Antonio Maria Nardi.  purtroppo andati distrutti nel bombardamento del 1942.